# Кинеска летећа жаба
Кинеска летећа жаба  (лат. Rhacophorus dennysi) је врста водоземца из рода Rhacophorus породице Rhacophoridae.

## Опис
Укупна дужина 10-11 цм. Са грађом свог тела ова жаба је слична другим члановима породице Rhacophoridae. Боја леђа је зелена са ситним црним и смеђим тачкама и са уским жутим линијама, које подсећају на листове који си инфицирани гљивичним инфекцијама. Стомак је беличаст.

## Начин живота
Воли тропске и кишне шуме, реке, језера, мочваре. Може се наћи на висини 900—1500 метара надморске висине. Активна је ноћу. Храни се углавном инсектима.
Женке полажу јаја у пенаста гнезда постављена на гранама и траву која виси изнад воде. Оне стварају гнезда ударајући пенасту излучевину у пену са својим задњим ногама.